# Monocelis anguilla
Monocelis anguilla är en plattmaskart som beskrevs av Schmidt 1857. Monocelis anguilla ingår i släktet Monocelis och familjen Monocelididae. Inga underarter finns listade i Catalogue of Life.